# Kenzie Reeves
Kenzie Reeves (Nuevo Hampshire; 7 de julio de 1997) es una actriz pornográfica y modelo erótica estadounidense.

## Biografía
Kenzie Reeves nació en julio de 1997 en el estado norteño de Nuevo Hampshire, si bien se crio en Florida, en el seno de una familia muy conservadora del movimiento mormón. Comenzó trabajando en un restaurante de la cadena de comida rápida Taco Bell hasta cumplir los 18 años, momento en que comenzó a bailar como estríper y a viajar por diversos clubes a lo largo y ancho de los Estados Unidos. Tras ser descubierta por un agente, debutó como actriz pornográfica en 2017, con 20 años.
Como actriz, ha grabado para productoras como Deeper, Vixen, Bangbros, Girlfriends Films, Reality Kings, Burning Angel, Hard X, Mofos, Evil Angel, Digital Playground, Blacked, 21Sextury, Brazzers o Naughty America, entre otras.
En 2018 grabó su primera escena de sexo anal para el estudio Tushy, en la película First Anal 6, dirigida por Greg Lansky. Fue la primera escena también para las actrices Haven Rae, Jade Nile y Whitney Wright.
Ese mismo año recibió sus primeras nominaciones en el circuito de la industria pornográfica, con una nominación en los Premios AVN a la Mejor escena de trío M-H-M, junto a August Ames, por College Rivals Bond Over Cock y a la Mejor escena de sexo en realidad virtual por Sorority Hookup 2. Por la primera entrega de la misma, Sorority Hookup también recibió una nominación en los Premios XBIZ en la misma categoría de Mejor escena de sexo en realidad virtual.
En 2019 recibió sendas nominaciones en los Premios AVN y XBIZ a Mejor actriz revelación.
En los Premio XBIZ de 2019 se llevó el galardón a la Mejor escena de sexo en película protagonista por A Trailer Park Taboo junto a Small Hands.
Ha aparecido en más de 720 películas como actriz.
Algunas películas suyas son Biology Exam, Creampied Vixens, Drillin' Hotties 4, Innocence of Youth 10, Mom Is Horny, My Sexy Little Sister 3, Not For Sale, Share My Boyfriend 6, Super Cute 8 o Trailer Park Taboo.

## Premios y nominaciones
| Año  | Ceremonia    | Resultado | Premio                                        | Trabajo                            |
| ---- | ------------ | --------- | --------------------------------------------- | ---------------------------------- |
| 2018 | Premios AVN  | Nominada  | Mejor escena de trío M-H-M                    | College Rivals Bond Over Cock      |
| 2018 | Premios AVN  | Nominada  | Mejor escena de sexo en realidad virtual      | Sorority Hookup 2                  |
| 2018 | Premios XBIZ | Nominada  | Mejor escena de sexo en realidad virtual      | Sorority Hookup                    |
| 2019 | Premios AVN  | Nominada  | Mejor actriz revelación                       | —                                  |
| 2019 | Premios AVN  | Nominada  | Mejor actriz                                  | A Trailer Park Taboo               |
| 2019 | Premios AVN  | Nominada  | Mejor escena de sexo anal                     | First Anal 6                       |
| 2019 | Premios AVN  | Nominada  | Mejor escena de sexo chico/chica              | Backseat Banging 5                 |
| 2019 | Premios AVN  | Nominada  | Mejor escena de sexo lésbico en grupo         | Notebook Confessions               |
| 2019 | Premios AVN  | Nominada  | Mejor escena de sexo en realidad virtual      | VRB World Cup 2018                 |
| 2019 | Premios AVN  | Nominada  | Premio fan: Estrella mediática                | —                                  |
| 2019 | Premios XBIZ | Nominada  | Mejor actriz revelación                       | —                                  |
| 2019 | Premios XBIZ | Nominada  | Mejor actriz protagonista                     | A Trailer Park Taboo               |
| 2019 | Premios XBIZ | Nominada  | Mejor escena de sexo en película lésbica      | The Possession of Mrs. Hyde        |
| 2019 | Premios XBIZ | Nominada  | Mejor escena de sexo en película protagonista | Girls With Guns                    |
| 2019 | Premios XBIZ | Ganadora  | Mejor escena de sexo en película protagonista | A Trailer Park Taboo               |
| 2019 | Premios XBIZ | Nominada  | Mejor escena de sexo en realidad virtual      | VRB World Cup 2018                 |
| 2020 | Premios AVN  | Nominada  | Artista femenina del año                      | —                                  |
| 2020 | Premios AVN  | Nominada  | Mejor escena de sexo chico/chica              | Use Me, Lose Me                    |
| 2020 | Premios AVN  | Nominada  | Mejor escena de sexo en grupo                 | 3 Cheers for Satan                 |
| 2020 | Premios AVN  | Ganadora  | Mejor escena de sexo en realidad virtual      | The Wanking Dead: Doctor’s Orders  |
| 2020 | Premios XBIZ | Ganadora  | Mejor escena de sexo en película parodia      | 3 Cheers for Satan                 |
| 2021 | Premios AVN  | Nominada  | Artista femenina del año                      | —                                  |
| 2021 | Premios AVN  | Nominada  | Mejor actriz en mediometraje                  | A Beautiful Mistake                |
| 2021 | Premios AVN  | Nominada  | Mejor actuación solo / tease                  | Teen Anal 2                        |
| 2021 | Premios AVN  | Nominada  | Mejor escena escandalosa de sexo              | Lewd                               |
| 2021 | Premios AVN  | Nominada  | Mejor escena de sexo lésbico en grupo         | Squirt on Me                       |
| 2021 | Premios AVN  | Nominada  | Mejor escena de trío H-M-H                    | Room for 2                         |
| 2022 | Premios AVN  | Nominada  | Artista femenina del año                      | —                                  |
| 2022 | Premios AVN  | Nominada  | Mejor actriz en mediometraje                  | Her Spitting Image                 |
| 2022 | Premios AVN  | Nominada  | Mejor actuación solo / tease                  | June 2021 Flavor of the Month      |
| 2022 | Premios AVN  | Ganadora  | Mejor escena POV de sexo                      | Kenzie Reeves Is Out of This World |
| 2022 | Premios AVN  | Nominada  | Mejor escena de sexo anal                     | Ass Traned by an Older Guy 4       |
| 2022 | Premios AVN  | Nominada  | Mejor escena de sexo lésbico en grupo         | She Seduced Me                     |
| 2022 | Premios AVN  | Nominada  | Mejor escena de sexo oral                     | Kenzie's Sloppy Blowjob            |
| 2022 | Premios AVN  | Nominada  | Mejor escena de sexo en realidad virtual      | Givin' Head to Get Ahead           |
| 2023 | Premios XBIZ | Nominada  | Mejor escena de sexo en película vignette     | Occupied                           |
| 2023 | Premios XBIZ | Nominada  | Mejor escena de sexo en realidad virtual      | A Nightmare on Wankz Street        |